# Divisões administrativas em 1968
Nesta página encontrará referências aos acontecimentos directamente relacionados com a regiões administrativas ocorridos durante o ano de 1968.

## Eventos
- 12 de Fevereiro - A vila de Mocuba, Moçambique é elevada à categoria de cidade.
- 28 de Março - Em Portugal, criação da freguesia de Ponte de Vagos.